# Цвет денег
«Цвет денег» (англ. The Color of Money) — американский кинофильм 1986 года, режиссёра Мартина Скорсезе. Экранизация романа Уолтера Тэвиса. Премия «Оскар» за лучшую мужскую роль (Пол Ньюман). Сиквел фильма «Мошенник» (или «Хастлер») 1961 года, в котором в главной роли снялся также Пол Ньюман.
Название содержит намёк на то, что цвет сукна на бильярдном столе такой же, как у американских долларов.

## Сюжет
Известный мастер пула Эдди Фелсон по кличке «Быстрый» давно уже не играет, а занят спокойным и доходным бизнесом по перепродаже спиртного. Как-то раз в баре он встречает молодого талантливого игрока Винсента и берёт над ним шефство. Эдди решил вспомнить молодость и научить юнца искусству зарабатывать большие деньги за столом с зелёным сукном. «Выигранные деньги вдвое слаще, чем заработанные» — говорит Эдди. В турне их сопровождает подруга Винсента Кармен, которая играет свою роль в своеобразных спектаклях, разыгрываемых с целью раскрутить простаков, наблюдающих за игрой.
Однако, если умудрённый ветеран играет ради денег, то новичок — ради победы. Винсент никак не может обуздать свои эмоции. Эдди не удаётся втолковать Винсенту, что иногда нужно и проиграть, и скрыть своё истинное мастерство, завлечь противника с тем, чтобы заработать больше. Наконец, Эдди теряет терпение и решает покинуть Винсента и Кармен, сожалея по поводу того, что не смог передать ему своё мастерство. Между тем, сам он ощущает, что не выразил себя в своё время полностью как игрок. Хотя годы не те и зрение подводит, он снова берёт кий в руки и начинает тренироваться и играть сам.
Проходит некоторое время. Пройдя череду второстепенных турниров Эдди Фелсон попадает на чемпионат страны по пулу, который проводится в Атлантик Сити. В четвертьфинале его турнирный путь пересекается с Винсентом. Бывший юнец серьёзно переменился, повзрослел и перед встречей благодарит своего учителя и утверждает, что уже сам может кое-чему научить Эдди. В ходе упорнейшего поединка Эдди вырывает победу и отправляется в отель готовиться к полуфиналу. Неожиданно вечером в его номере появляется Винсент и приносит ему крупную сумму денег. Винсент утверждает, что поддался Эдди, ради выигрыша поставленных на него на подпольном тотализаторе денег, и готов поделиться с Эдди его долей — 8000 долл. Эдди настолько разочарован, что на следующий день снимается с турнира. Покинув зал чемпионата Эдди встречается с Винсентом и предлагает ему сыграть по-настоящему, на эти восемь тысяч, если тот не может сыграть бесплатно. Винсент неохотно соглашается и игроки начинают партию…

## В ролях
- Пол Ньюман — Эдди Фелсон
- Том Круз — Винсент Лори
- Мэри Элизабет Мастрантонио — Кармен
- Хелен Шейвер — Джанель
- Джон Туртурро — Джулиан
- Форест Уитакер — мошенник, обыгравший Эдди
- Билл Коббс — Орвис
- Игги Поп — игрок в белой футболке

## Художественные особенности
Две звезды разных поколений помогли Скорсезе сделать замечательный фильм. Пол Ньюман получил «Оскар». Также фильм номинировался на лучшую женскую роль второго плана (Мастрантонио), адаптированный сценарий Ричарда Прайса по роману Уолтера Тевиса и лучшую работу художников.
Фильм «Цвет денег» является сиквелом другой оскароносной голливудской картины 1961 года — «Мошенник» (англ. название The Hustler) режиссёра Роберта Россена, где Пол Ньюмен впервые сыграл роль бильярдиста по прозвищу «Быстрый Эдди». В основе первого фильма тоже лежит роман Уолтера Тевиса. К трагической истории «Хастлера» в «Цвете денег» относится фраза Эдди о том, что когда-то давным-давно его «заставили уйти из бильярда раньше времени»…
В фильме герои играют в американскую разновидность пула «9 шаров».
По сюжету, в фильме Том Круз использует особо ценный кий «Балабушка», работа американского мастера русского происхождения Джорджа Балабушки, имеющего в профессиональной среде репутацию «Страдивари бильярдных киев».
В эпизодических ролях снялись многие известные профессиональные игроки, а также сам режиссёр Мартин Скорсезе.
Большинство ударов Том Круз и Пол Ньюмен выполняют самостоятельно и без дублёров. Только в одном из эпизодов сложный удар-перескок (jump-shot) за Круза выполнял Майк Сигел.
В одном из эпизодов у героя Тома Круза спрашивают, что у него в кейсе. Он, зловеще улыбнувшись, отвечает «Doom» («Рок, судьба»). Впоследствии Джон Кармак, придумывая название для компьютерной игры, в создании которой он принимал участие, вспомнил этот эпизод, и игра была названа «Doom».

## Награды
- Оскар (1987):
  - Лучшая мужская роль (Пол Ньюман)
  - номинации за лучшую женскую роль второго плана (Мэри Элизабет Мастрантонио), лучший адаптированный сценарий и лучшую работу художника-постановщика.
- Национальный совет кинокритиков США (1986):
  - Лучший актёр (Пол Ньюман)
- Золотой глобус (1987):
  - номинации за лучшую мужскую роль (Пол Ньюман) и лучшую женскую роль второго плана (Мэри Элизабет Мастрантонио)

## Саундтрек
Саундтрек к кинофильму был выпущен лейблом MCA Records в 1986 году.

### Список композиций
1. «Who Owns This Place?» — Дон Хэнли
2. «It’s In The Way That You Use It» — Эрик Клэптон
3. «Let Yourself In For It» — Роберт Палмер
4. «Don’t Tell Me Nothin'» — Вилли Диксон
5. «Two Brothers And A Stranger» — Марк Нопфлер
6. «Standing On The Edge Of Love» — B.B. King
7. «Modern Blues» — Робби Робертсон
8. «Werewolves Of London» — Уоррен Зивон
9. «My Baby’s In Love With Another Guy» — Роберт Палмер
10. «The Main Title» — Робби Робертсон